# Комиссия Роджерса
Комиссия Роджерса — Президентская комиссия США, созванная президентом Рональдом Рейганом для расследования катастрофы космического челнока «Челленджер» во время миссии STS-51L. Комиссия получила название «Комиссия Роджерса» по имени её председателя, бывшего госсекретаря США Уильяма Роджерса.
Отчёт, представленный президенту 9 июня 1986 года, привёл детальный анализ развития катастрофы, указал на её причины и настоятельно призвал НАСА улучшить и принять новые меры безопасности на шаттлах и при организации будущих полётов.

## Члены комиссии
После катастрофы президент Рейган созвал Президентскую комиссию, куда вошли видные государственные деятели, представители военных ведомств, астронавты и лётчики, деятели аэрокосмической отрасли и учёные. Комиссия начала свою работу 6 февраля 1986 года, спустя девять дней после катастрофы.
- Уильям Роджерс (председатель) — бывший государственный секретарь США (при Ричарде Никсоне) и генеральный прокурор США (при Дуайте Эйзенхауэре)
- Нил Армстронг (вице-председатель) — астронавт в отставке и первый человек, ступивший на Луну (Аполлон 11).
- Дэвид Ачесон — дипломат и сын бывшего государственного секретаря Дина Ачесона.
- Юджин Коверт — эксперт по аэронавтике и бывший главный научный сотрудник ВВС США.
- Ричард Фейнман — физик-теоретик и лауреат Нобелевской премии по физике 1965 года.
- Роберт Хотц — редактор журнала Aviation Week And Space Technology.
- Дональд Кутина — генерал ВВС США с опытом работы в МБР и управлении шаттлом.
- Салли Райд — инженер, астрофизик и первая американская женщина-астронавт, летала на «Челленджере» в рамках миссий STS-7 и STS-41G.
- Роберт Раммел — исполнительный и авиационный консультант НАСА Trans World Airlines.
- Джозеф Саттер — инженер Boeing, один из конструкторов самолёта Boeing 747.
- Артур Уокер-младший — физик по солнечной энергии и профессор Стэнфордского университета.
- Альберт Уилон — физик и разработчик программы воздушного наблюдения Центрального разведывательного управления.
- Чарльз Йегер — генерал ВВС США в отставке и первый человек, преодолевший звуковой барьер в горизонтальном полете.
- Алтон Кил-младший — исполнительный директор комиссии.

## Отчёт Комиссии
Комиссия установила, что авария «Челленджера» была вызвана неисправностью уплотнительных колец, герметизирующих кормовую соединительную муфту на твердотопливном ракетном ускорителе, в результате чего горячие газы под давлением вырвались из правого ускорителя и прожгли стенку внешнего топливного бака, вызвав его разгерметизацию и разрушение, вслед за которым произошло разрушение всего стартового комплекса «челнок — ракета-носитель — ускорители». Выход из строя уплотнительных колец объясняется недостатком конструкции, поскольку их правильное функционирование могло быть нарушено такими факторами, как низкая температура в день запуска.

### «Причина коренилась в истории»
В докладе также были определены причины, способствовавшие аварии. Наиболее заметным было то, что как НАСА, так и его подрядчик, Morton Thiokol, не смогли адекватно отреагировать на недостатки проекта. Комиссия установила, что еще в 1977 году руководители НАСА знали не только о дефектном уплотнительном кольце, но и о риске катастрофы. В результате Комиссия Роджерса пришла к выводу, что катастрофа «Челленджера» была «несчастным случаем, причины которого уходят в историю».
Комиссия также отметила, что при обсуждении возможности запуска были рассмотрены не все данные прошлых запусков. По мнению британского статистика Дэвида Хэнда, пропущенные сведения образовали так называемые тёмные данные, исключение которых привело к недооценке опасности и, как следствие, к катастрофе.

### Ошибочное решение о запуске
Отчёт также подверг резкой критике процесс принятия решений, который привел к запуску «Челленджера». В ночь перед запуском состоялось совещание, на котором обсуждалась возможность запуска челнока. Несколько инженеров Morton Thiokol заявили о своей обеспокоенности по поводу уплотнительных колец и призвали к отсрочке, однако эти проблемы не были упомянуты в документе «Обзор готовности к полету III уровня (Level III Flight Readiness Review)». Несомненно, члены более высоких команд FRR знали об этих проблемах, и было много участников, которые могли бы остановить запуск, но решили этого не делать. Это было сделано в значительной степени из-за структуры управления в НАСА и отсутствия основных сдержек и противовесов, которые в данной ситуации оказались фатальными. В докладе сделан вывод о том, что:

[…] сбои в коммуникации […] привели к тому, что решение о запуске 51L основывалось на неполной и иногда ошибочной информации. Возник конфликт между инженерными данными и административными решениями, структура управления НАСА позволила информации по проблемам безопасности полетов пройти мимо ключевых должностных лиц.

### Роль Ричарда Фейнмана
Одним из самых известных членов комиссии был физик-теоретик Ричард Фейнман. Его стиль расследования с использованием собственных методов, противоречивших регламенту комиссии, привёл к конфликту с Роджерсом, который однажды сказал по этому поводу: «Фейнман становится настоящей головной болью» («Feynman is becoming a real pain»). Во время телевизионных слушаний Фейнман продемонстрировал, как уплотнительные кольца при низких температурах становятся менее эластичными и подвергаются риску повреждения. Для этого он поместил материал уплотнителя в стакан ледяной воды. Расследование, проведенное самим Фейнманом, выявило разрыв между инженерным составом и руководством НАСА, который оказался гораздо более глубоким, чем он ожидал. Его интервью с высокопоставленными руководителями НАСА выявили поразительное недопонимание элементарных концепций. Одним из таких понятий было определение коэффициента безопасности.
Например, при испытаниях некоторые уплотнительные кольца ракеты-носителя выгорали на треть. Эти уплотнительные кольца обеспечивали герметизацию между вертикально уложенными цилиндрическими секциями твёрдотопливного ускорителя. Менеджеры НАСА записали этот результат как демонстрацию того, что уплотнительные кольца имели «коэффициент безопасности» 3. Фейнман объясняет ошибочность этого утверждения: «коэффициент безопасности» показывает способность технического устройства выдерживать большие нагрузки, чем те, которым он, вероятно, будет подвергаться. Если конструкция моста позволяет ему без какого-либо ущерба выдерживать нагрузку 3000 фунтов, хотя на практике нагрузка никогда не превышает 1000 фунтов, то коэффициент безопасности такого моста будет равен 3. Если по мосту проехал грузовик весом в 1000 фунтов, и в результате в балке появилась трещина на одну треть её толщины, то коэффициент безопасности равен нулю: мост неисправен.
Фейнман был обеспокоен тем, что руководство НАСА не только неправильно понимало этот термин, но и понимало его прямо противоположным образом: оно считало, что элемент имеет дополнительный уровень безопасности, хотя элемент был фактически дефектным и небезопасным. Фейнман продолжал исследовать техническую компетентность руководства НАСА и был поражен утверждением о том, что риск катастрофической неисправности шаттла равен 1 к 100 000. Для Фейнмана было очевидно, что эта цифра не выдерживает никакой критики: риск 1:100 000 означает, что при ежедневном запуске шаттла аварии будут происходить один раз в 274 года, фантастичная цифра для такого сложного комплекса как космический челнок.
Фейнман был обеспокоен двумя аспектами этой практики. Во-первых, руководство НАСА присваивало вероятность отказа каждому отдельному болту, иногда заявляя о вероятности 1 к 108, то есть один на сто миллионов. Фейнман указал, что такую отдаленную возможность невозможно вычислить с какой-либо научной строгостью. Во-вторых, Фейнмана беспокоил не только этот неаккуратный подход, но и утверждения НАСА, что риск катастрофического отказа равен 1 из 105.
Фейнман понимал, что эта цифра слишком фантастична, по его собственной оценке, истинная вероятность катастрофы была ближе к 1 в 100. Он провёл опрос инженеров, попросив их анонимно написать свою оценку вероятности взрыва челнока. Основная часть оценок инженеров находилась между 1 из 50 и 1 из 200. Это только подтвердило, что руководство НАСА не имело контакта с собственными инженерами. Описывая эти чудовищно отличающиеся оценки, Фейнман кратко говорит о моральной стороне вопроса: в состав экипажа входил гражданский представитель, школьный учитель Криста Маколифф, что недопустимо при такой высокой вероятности риска, тем более, когда реальная величина риска занижена в 1000 раз.
Расследование, проведенное Фейнманом, в конечном итоге позволило ему предположить, что причина катастрофы «Челленджера» заключается в уплотнителях — резиновых кольцах, предназначенных для герметизации твердотопливных ускорителей шаттла для предотвращения выхода горячих газов наружу и повреждения других частей ракеты. Фейнман предположил, что, несмотря на заявления НАСА, уплотнительные кольца теряли эластичность при низких температурах и не обеспечивали надёжную герметизацию, когда под давлением газа корпус ускорителя деформировался. Подозрения возникли после разговора с генералом Кутиной, который вначале спросил Фейнмана о влиянии низких температур на уплотнительные кольца, а затем сообщил, что температура в день запуска была намного ниже, чем обычно, около −2 °C, тогда во всех предыдущих запусках температура никогда не опускалась ниже +12 °C.
Расследование Фейнмана также показало, что серьезные сомнения в отношении уплотнительных колец возникали и у инженеров компании Morton Thiokol, которая производила ускорители, однако руководство НАСА проигнорировало их опасения. Он обнаружил подобные сбои в процедуре прохождения информации во многих других подразделениях НАСА, однако одобрительно отозвался о подразделении по разработке программного обеспечения, которое внедрило очень строгие и эффективные процедуры контроля качества. Отзыв Фейнмана был чрезвычайно важен, так как руководство НАСА хотело сэкономить на тестировании на том основании, что с программным обеспечением «никогда не было проблем».
Фейнман позже написал об этом расследовании в своей книге 1988 года «Какое тебе дело до того, что думают другие?» Вторая половина книги посвящена расследованию, а также проблемам науки и политики.
Позже Фейнман признался, что вряд ли смог самостоятельно провести успешное расследование, если бы некоторые, зачастую анонимные, работники НАСА и фирм-подрядчиков, заинтересованные в решении накопившихся проблем, не сосредоточили его внимание на проблемных областях и не предоставили ему доказательства, подтверждающие выводы, о которых он рассказал в докладе.

## Результат
Комиссия Роджерса предложила девять рекомендаций по повышению безопасности в программе космических челноков, и президент Рейган поручил НАСА в течение тридцати дней доложить о том, как планируется выполнять эти рекомендации. Это краткое изложение главы Рекомендаций:
1. Дизайн и независимый надзор
2. Структура управления шаттлом, космонавты в управлении и панель безопасности шаттла
3. Обзор критичности и анализ рисков
4. Организация безопасности
5. Улучшенные коммуникации
6. Безопасность посадки
7. Отмена запуска и побег экипажа
8. Скорость полета
9. Гарантии обслуживания

В ответ на рекомендации НАСА инициировало полную модернизацию ускорителей, за которой следила независимая надзорная группа, как это было предусмотрено комиссией. Контракт НАСА с Morton Thiokol, подрядчиком, ответственным за ускорители, включал пункт, в котором говорилось, что в случае неудачи, приводящей к «гибели людей или прекращению миссии», Тиокол потеряет 10 млн долларов США поощрительных взносов и формально примет юридическую ответственность за неудачу. После катастрофы «Челленджера» Morton согласился «добровольно» выплатить денежный штраф в обмен на то, что на него не была возложена ответственность за катастрофу.
НАСА также создало новое Бюро по безопасности, надежности и обеспечению качества во главе с заместителем директора НАСА, который подчиняется непосредственно директору. На эту должность был назначен Джордж Родни, бывший сотрудник Martin Marietta. Бывший руководитель полётами «Челленджера» Джей Грин стал начальником отдела безопасности дирекции.
Слишком оптимистичный график запусков шаттлов подвергся критике со стороны Комиссии Роджерса как возможная причина аварии. После аварии НАСА предприняло попытку достичь более реалистичного темпа пусков: она добавила еще один орбитальный аппарат «Индевор», чтобы заменить «Челленджер», и передало министерству обороны вывод на орбиту большего количества спутников с использованием одноразовых ракет-носителей вместо челноков. В августе 1986 года президент Рейган также объявил, что шаттл больше не будет выводить коммерческие спутники. После 32-месячного перерыва 29 сентября 1988 года была запущена следующая челночная миссия STS-26.
После катастрофы космического корабля «Колумбия» в 2003 году внимание вновь было сосредоточено на отношении руководства НАСА к вопросам безопасности. Комиссия по расследованию катастрофы шаттла «Колумбия» (CAIB) пришла к выводу, что НАСА не смогло усвоить многие уроки катастрофы «Челленджера». В частности, агентство не создало действительно независимый офис для контроля безопасности; CAIB пришла к выводу, что в этой области «ответ НАСА на выводы Комиссии Роджерса не соответствует ее намерениям». CAIB полагал, что «причины институционального провала, ответственного за „Челленджер“, не были установлены», заявив, что тот же «ошибочный процесс принятия решений», который привел к аварии «Челленджера», был причиной катастрофы «Колумбии» семнадцать лет спустя.